# VoiceOver
VoiceOver is de standaard-schermlezer op OS X, iOS en diverse iPod's. Met VoiceOver kunnen gebruikers hun Apple-apparaat bedienen met gesproken commando's en het toetsenbord. De functie is ontwikkeld voor gebruikers die blind zijn, of een slecht zicht hebben. De functie is ook te gebruiken voor mensen met dyslexie.

## OS X
VoiceOver werd geïntroduceerd in Mac OS X 10.4. De functie ziet de gebruikersinterface als een hiërarchie van verschillende elementen, die bediend kunnen worden met het toetsenbord. Tekstvelden kunnen worden voorgelezen en worden bewerkt, en een scrollbar kan met het toetsenbord worden bediend. VoiceOver bevat ook ondersteuning voor verschillende brailleleesregels voor mensen die blind zijn en/of gehoorproblemen hebben.
In Mac OS X 10.5 werd de stem Alex geïntroduceerd, deze stem heeft een verbeterde geluidskwaliteit. De vorige stemmen kwamen uit het programma Speech Manager. RealSpeak-stemmen van het bedrijf Nuance zijn sinds OS X 10.7 te downloaden.

### Accessibility Inspector
Met de Accessibility Inspector kunnen ontwikkelaars van applicaties voor OS X informatie uitlezen van elementen die zich onder de muis bevinden.

## iPod Shuffle
Onderdeel van de derde generatie van de iPod Shuffle was VoiceOver-ondersteuning. Deze leest de namen van de nummers voor, dit is handig omdat de derde generatie iPod Shuffle geen scherm heeft.

## iOS
Een paar maanden na de iPod Shuffle kreeg de nieuwe iPhone 3GS ook ondersteuning voor VoiceOver. Ook de derde generatie iPod Touch en de iPad bevatten VoiceOver-ondersteuning.
De functie kan worden geactiveerd in de Instellingen-app, onder Algemeen is de categorie Toegankelijkheid te vinden. Ook kan hier worden ingesteld dat de functie kan worden geactiveerd door drie keer op de home-button te drukken.

## iPod Nano
De iPod Nano bevat sinds september 2009 ook VoiceOver. Deze versie komt sterk overeen met de iOS-versie.